# Гімнастика на літніх Олімпійських іграх 1912
Змагання з гімнастики на літніх Олімпійських іграх 1912 у Стокгольмі тривали з 6 до 15 липня на Олімпійському стадіоні. Змагалися лише чоловіки. Розіграно 4 комплекти нагород у спортивній гімнастиці. Жінки взяли участь лише в показових виступах.

## Медальний залік
| Дисципліна                              | Золото | Срібло | Бронза |
| --------------------------------------- | --- | --- | --- |
| Абсолютна першість                      | Альберто Бралья (ITA) | Луї Сегюра (FRA) | Адольфо Тунезі (ITA) |
| Командна першість                       | Італія (ITA) П'єтро Б'янкі Гвідо Боні Альберто Бралья Джузеппе Доменікеллі Карло Фрегозі Альфредо Голліні Франческо Лої Луїджі Майокко Джованні Манджанте Лоренцо Манджанте Серафіно Маццарокі Гвідо Романо Паоло Сальві Лучано Саворіні Адольфо Тунезі Джорджо Дзампорі Умберто Дзаноліні Анджело Цорці                                                                                              | Угорщина (HUN) Йожеф Біттенбіндер Імре Ердеді Саму Фоті Імре Геллерт Дєзе Хаберфельд Отто Хелльміх Іштван Херцег Йожеф Керестешші Лайош Кметько Янош Крізманіх Елемер Пасті Арпад педері Єне ріттіх Ференц Сюц Еден Тері Геза Тулі | Велика Британія (GBR) Альберт Бетц Вільям Ковіґ Сідней Кросс Гаролд Дікасон Герберт Дрері Бернард Франклін Леонард Гансон Семюел Годжеттс Чарлз Лак Вільям Мак-К'юн Роналд Мак-Лін Алфред Мессенджер Генрі Оберголзер Едвард Пеппер Едвард Поттс Реджиналд Поттс Джордж Росс Чарлз Сіммонс Артур Саузерн Вільям Тітт Чарлз Віґерс Семюел Вокер Джон Вітакер      |
| командна першість за довільною системою | Норвегія (NOR) Ісак Абрагамсен Ганс Беєр Гартманн Б'єрнсен Альфред Енґельсен Б'ярне Йонсен Сіґурд Єрґенсен Кнуд Леонард Кнудсен Альф Льє Рольф Льє Тор Лунд Петтер Мартінсен Пер Матієсен Якоб Опдаль Нільс Опдаль Б'ярне Петтерсен Фрітьйоф Селен Ейстейн Скірмер Ґеорґ Селеніус Сіґвард Сівертсен Роберт Сьюрсен Ейнар Стрем Ґабріель Турстенсен Томас Турстенсен Нільс Восс                        | Фінляндія (FIN) Каарло Екгольм Ейно Форсстрем Ееро Гювярінен Мікко Гювярінен Тауно Ільмоніємі Ільмарі Кейнянен Яльмарі Ківенгеймо Карл Лунд Аарне Пельконен Ільмарі Перная Арвід Рюдман Ейно Саастамойнен Аарне Саловаара Гейккі Саммаллагті Ганнес Сірола Клаус Суомела Лаурі Таннер Вяйне Тіїрі Каарло Вягямякі Каарло Васама | Данія (DEN) Аксель Андерсен Ялмарт Андерсен Гальвор Бірк Вільгельм Ґріммельманн Арвор Гансен Крістіан Гансен Маріус Гансен Карлес Єнсен Ялмар Петер Йогансен Поуль Єрґенсен Карл Кребс Віґо Мадсен Лукас Нільсен Рікард Нордстрем Стеен Ольсен Олуф Ольссон Карл Педерсен Олуф Педерсен Нільс Петерсен Крістіан Свендсен                                         |
| командна першість за шведською системою | Швеція (SWE) Пер Бертільссон Карл-Еренфрід Карлберґ Нільс Ґранфельт Корт Гарцель Освальд Гольмберґ Андерс Гюландер Аксель Янсе Бо Кульберґ Свен Ландберґ Пер Нільссон Бенкт Нореліус Аксель Норлінґ Даніель Норлінґ Свен Росен Нільс Сільвершельд Карл Сільверстранд Юн Серенсен Інґве Стірнспец Карл-Ерік Свенссон Карл Юган Свенссон Кнут Торель Едвард Веннергольм Клас-Аксель Версель Давід Віман | Данія (DEN) Петер Андерсен Вальдемар Беґґільд Серен Петер Крістенсен Інґвальд Еріксен Ґеорґе Фальке Торкільд Ґарп Ганс Трієр Гансен Йоганнес Гансен Расмус Гансен Єнс Крістіан Єнсен Серен Альфред Єнсен Карл Кірк Єнс Кіркеґорд Олаф К'ємс Карл Ларсен Єнс Петер Лаурсен Маріус Лефевр Поуль Марк Ейнар Ольсен Ганс Педерсен Ганс Ейлер Педерсен Олаф Педерсен Педер Ларсен Педерсен Єрґен Раун Аксель Серенсен Мартін Тау Серен Торборґ Крістен Вадґорд Йоганнес Вінтер | Норвегія (NOR) Артур Амундсен Єрґен Андерсен Трюґве Бейсен Ґеорґ Брустад Конрад Крістенсен Оскар Енґельстад Маріус Еріксен Аксель Генрі Гансен Петтер Голь Еуґен Інґебретсен Олаф Інґебретсен Олоф Якобсен Ерлінґ Єнсен Тор Єнсен Фрітьйоф Ольсен Оскар Ольстад Едвін Паульсен Карл Альфред Педерсен Пауль Педерсен Рольф Робаш Сіґурд Смебю Торлейф Торкільдсен |

## Країни-учасниці
Змагалися 249 гімнастів з 12-ти країн:
- Богемія (1)
- Данія (49)
- Фінляндія (24)
- Франція (6)
- Велика Британія (23)
- Німеччина (18)
- Угорщина (17)
- Італія (18)
- Люксембург (19)
- Норвегія (46)
- Росія (4)
- Швеція (24)

## Таблиця медалей
| Місце               | Країна                | Золото | Срібло | Бронза | Загалом |
| ------------------- | --------------------- | ------ | ------ | ------ | ------- |
| 1                   | Італія (ITA)          | 2      | 0      | 1      | 3       |
| 2                   | Норвегія (NOR)        | 1      | 0      | 1      | 2       |
| 3                   | Швеція (SWE)          | 1      | 0      | 0      | 1       |
| 4                   | Данія (DEN)           | 0      | 1      | 1      | 2       |
| 5                   | Угорщина (HUN)        | 0      | 1      | 0      | 1       |
| 5                   | Франція (FRA)         | 0      | 1      | 0      | 1       |
| 5                   | Фінляндія (FIN)       | 0      | 1      | 0      | 1       |
| 8                   | Велика Британія (GBR) | 0      | 0      | 1      | 1       |
| Загалом (8 збірних) | Загалом (8 збірних)   | 4      | 4      | 4      | 12      |

## Показові виступи
Жінки взяли участь лише в показових гімнастичних виступах.